# EKZ CrossTour 2014
De EKZ CrossTour 2014 in Zwitserland begon op 14 september 2014 met de Supercross Baden en eindigde op 14 december met de EKZ CrossTour Eschenbach. Sinds 2008 wordt het evenement gesponsord door TOI TOI sanitarni systemy. De eindwinnaar was de Fransman Clément Venturini, die een van de vier manches wist te winnen.

## Kalender
| Datum      | Locatie                              | Cat. | Winnaar           | Tweede            | Derde              | Leider in het klassement |
| ---------- | ------------------------------------ | ---- | ----------------- | ----------------- | ------------------ | ------------------------ |
| 14/09/2014 | EKZ CrossTour Baden, Baden           | C1   | Francis Mourey    | Philipp Walsleben | Bryan Falaschi     | Francis Mourey           |
| 05/10/2014 | EKZ CrossTour Dielsdorf, Dielsdorf   | C1   | Francis Mourey    | Clément Venturini | Enrico Franzoi     | Francis Mourey           |
| 02/11/2014 | EKZ CrossTour Hittnau, Hittnau       | C1   | Clément Venturini | Sascha Weber      | Arnaud Grand       | Clément Venturini        |
| 14/12/2014 | EKZ CrossTour Eschenbach, Eschenbach | C1   | Sascha Weber      | Simon Zahner      | David van der Poel | Clément Venturini        |